# Scirpophaga bipunctatus
Scirpophaga bipunctatus là một loài bướm đêm trong họ Crambidae.